# Voo United Express 5925
O voo 5925 da United Express, operado pela Great Lakes Airlines com um turboélice bimotor Beechcraft 1900, era um voo regular repetitivo entre o Aeroporto Internacional O'Hare de Chicago e Quincy, Illinois, com uma parada intermediária em Burlington, Iowa.
Em 19 de novembro de 1996, a aeronave colidiu ao pousar em Quincy com outro Beechcraft, um King Air particular que estava decolando de uma pista cruzada. O acidente foi conhecido como desastre na pista de Quincy. Todos os ocupantes dos dois aviões, doze a bordo do 1900 e dois a bordo do King Air, foram mortos como resultado.

## Sinopse

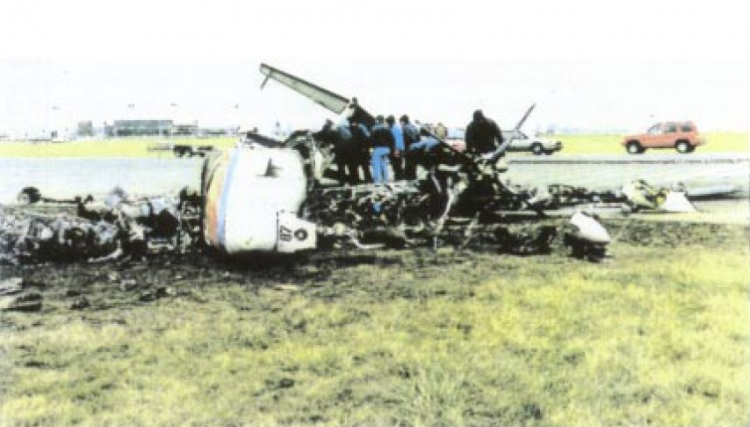
Destroços do Beechcraft 1900C

O voo 5925 da United Express decolou de Chicago às 15:25, com a comandante Kate Gathje (30), o primeiro oficial Darren McCombs (24) e dez passageiros. Após uma parada em Burlington, Iowa, o voo prosseguiu para Quincy. Duas aeronaves em Quincy estavam prontas para a decolagem quando o voo 5925 se aproximava. Ambos, um Beechcraft King Air e um Piper Cherokee estavam seguindo para a pista 04. Como Quincy é um aeroporto sem torre de controle, os três aviões se coordenavam na frequência de rádio de auto coordenação. Na aproximação, a comandante Gathje perguntou se o King Air ficaria no ponto de espera da pista ou decolaria antes da chegada deles. Depois de não receber resposta, Gathje chamou novamente e recebeu uma resposta do Cherokee, dizendo que eles estavam esperando. No entanto, devido ao sistema de aviso de proximidade ao solo ter soado no cockpit B1900, apenas parte da transmissão foi recebida. Contribuindo para a causa do acidente estava a transmissão de rádio falhada do piloto do Cherokee, que levou a tripulação do voo United Express a acreditar erroneamente que se tratava do King Air e que este não decolaria até que o voo 5925 tivesse pousado e livrado a pista.
Supondo que os dois aviões estariam aguardando, o voo 5925 pousou na pista 13. O King Air, no entanto, havia ingressado na pista 04 e havia começado a corrida de decolagem enquanto o voo 5925 pousava. Ambas as aeronaves colidiram no cruzamento das pistas 04 e 13. A aeronave derrapou por 34 metros, parando na lateral da pista 13 e pegou fogo. Vários pilotos nas proximidades do acidente chegaram ao local, mas não conseguiram abrir as portas da aeronave antes que os dois aviões fossem destruídos pelo fogo. Todos os 12 a bordo do voo 5925 e os dois pilotos do King Air, Neil Reinwald e Laura Brooks Winkleman, morreram no acidente.

## Causa

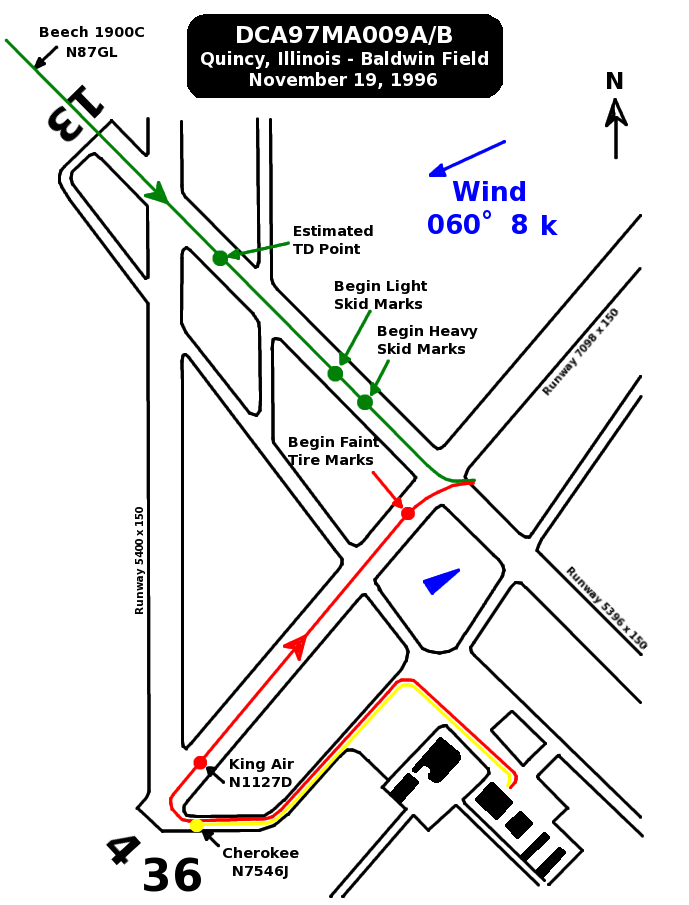
Diagrama das posições das aeronaves envolvidas no acidente.

O National Transportation Safety Board determinou que a causa do acidente foi a falha dos pilotos do King Air para monitorar de forma eficaz tanto a frequência de auto coordenação quanto na varredura de tráfego na pista. Um fator contribuinte foi a transmissão do Cherokee ao mesmo tempo que a transmissão do United Express. A falta de adequado equipamento de salvamento e combate a incêndios foi citada como um fator na taxa de mortalidade alta.

## Na cultura popular
O acidente foi apresentado na 15ª temporada da série de documentários de televisão Mayday, em um episódio intitulado "Transmisso Fatal", que contou com entrevistas com testemunhas e investigadores de acidentes e uma dramática reencenação do acidente.